# Bena Jema
Bena Jema (shipibo: Pueblo Nuevo) es una comunidad cuyos miembros son de origen shipibo-conibo, etnia amazónica originaria del río Ucayali y sus afluentes, pero que residen en Tingo María  desde el 2007 logrando levantar a orillas del río Huallaga un lugar recreado a imagen de los asentamientos shipibos del Ucayali. En Bena Jema viven y producen su típica y pintoresca artesanía que comercian e intercambian en las ciudades próximas, las cuales son un eje de desarrollo y comercio regional muy importante. En Bena Jema residen aproximadamente 120 personas agrupadas en un promedio de 30 familias cuyo esfuerzo constituye una muestra de la dinámica social en que se desenvuelve la diversidad cultural amazónica. 
Esta comunidad además ofrece una interesante oportunidad de realizar turismo vivencial en el Perú y turismo ecológico ya que habitan frente al Parque nacional Tingo María y poseen una interesante cultura amazónica.

## Ubicación
La comunidad está cerca a la Ciudad de Tingo María a 2,5 km carretera central, ubicada a orillas del Río Huallaga en el sector de Buenos Aires en Afilador, Distrito de Rupa Rupa, Provincia de Leoncio Prado, Región Huánuco.
El terreno fue donado a la comunidad por los señores Álvaro Miguel Castillo Jara y Doña Victoria Ruiz Castillo para contribuir a su desarrollo comunal y cultural.

## Historia
Los shipibos, pueblo numeroso de la Amazonía, habitan las márgenes del río Ucayali y sus afluentes, en pequeñas poblaciones o en familias unidas por sus pequeños cultivos y próximos a los circuitos económicos urbanos de la selva y de la sierra peruana lo cual ha impulsado el desarrollo del comercio artesanal shipibo. Es así que un grupo de shipibos procedentes de diferentes comunidades deciden migrar a residir permanente en Tingo María en el lugar denominado Brisas del Huallaga, donde fundan la comunidad shipiba de SOIVIRI en shipibo mujer bonita.
El 26 de diciembre de 2006, la crecida del río Huallaga y arrasó con su comunidad y los proyectos que se venían desarrollando. Es entonces que un grupo de ellos se traslada a un terreno próximo que les es donado y fundan la comunidad de Bena Jema (pueblo nuevo).

### Eventos
- 30 de septiembre: Aniversario
- 24 de junio : fiesta patronal (san Juan )

## Importancia
La importancia de Bena Jema; una comunidad shipiba, cultura donde la migración y la movilidad cultural es característica, reside en el diseño de la comunidad a similitud del tradicional emplazamiento comunal shipibo del Ucayali y sus afluentes, caracterizado por un poblado conformado por 25 o 30 pequeñas casas alrededor de una extensa plaza y en cuyo centro funciona un local comunal. Cada casa consta de tres partes: en la parte de atrás un pequeño patio que puede incluir un pequeño biohuerto donde se cocina o trabaja; en medio, una casa donde se duerme y también trabaja y adelante una casita sin paredes donde se descansa en la hamaca. Bena Jema además sirve de nexo entre Ucayali, Huánuco, Junín y Lima para los shipibos.

## Bebidas Medicinales
- Chuchuhuasi:
- Uña de Gato:
- Siete Raíces':
- Ayahuasca:
- RC:
- Boa huasca:

## Economía
La economía de Bena Jema se basa fundamentalmente en la artesanía y en la presentación de actos culturales. La artesanía es de suma importancia ya que emplea a la totalidad de los integrantes de la comunidad. Tanto hombres y mujeres de todas las edades elaboran las artesanía y solo las mujeres realizan la venta final. Las mujeres de la comunidad venden portando en sus brazos los collares y demás adornos, vistiendo sus trajes típicos. Los hombres mayores tallan los elementos más duros que implican el uso de machetes o filudas puntas y las mujeres los elementos más blandos y delicados. Las mujeres tejen, bordan y arman los vestidos y los adornos.
Las presentaciones culturales de danza y música son otra fuente importante de ingresos. Se busca desarrollar perfectos y completos servicios turísticos ya que la ciudad de Tingo María y las localidades próximas tiene un potencial excelente para esta actividad, en cuanto a parajes exóticos naturales. En Bena Jema también se necesita impulsar el proyecto de picsigranga con especies nativas. En dicho lugar a diferencia de las comunidades de Ucayali no tienen chacras.

## Danza y música

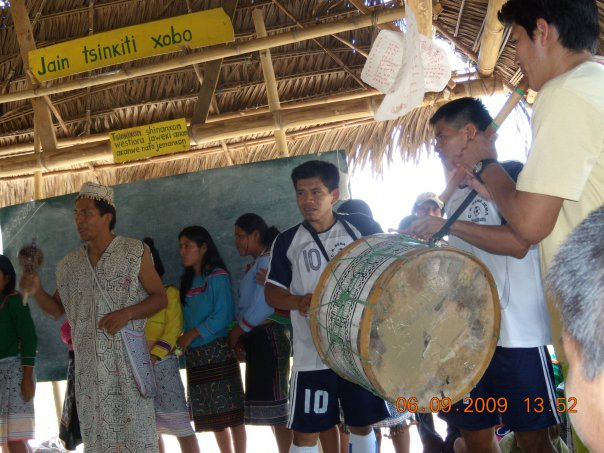

La comunidad posee un grupo de danza mixto de 21 integrantes de diferentes edades que realizan diferentes danzas como: macanas, danzas de bienvenida y tangaranas; junto a un grupo de músicos que tocan maracas, quenas y tambores. Ellos realizan presentaciones a sitios turísticos.

## Educación

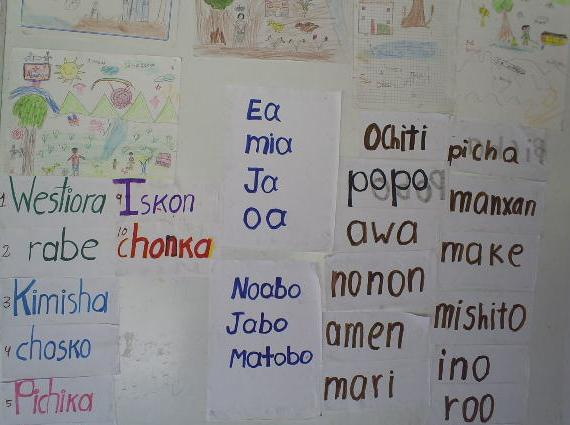

En la comunidad funciona una escuela bilingüe inicial y una institución educativa intercultural bilingüe N° 33469 con un aula unigrado, donde se realizan esfuerzos de un aprendizaje (español y Pano), mientras que la educación secundaria y superior se lleva a cabo en las instituciones de la ciudad de Tingo María. A los niños shipibos, los primeros 4 años son de enseñanza exclusiva en su idioma y con los contenidos propios de su cultura; en esta etapa de sus vida es aprendido en la interacción cotidiana con este idioma. Luego se les enseñan el castellano con nuevos contenidos durante su primaria.

## Idioma
En la comunidad se habla shipibo y español. Todos los integrantes saben hablar ambas lenguas. El shipibo es usado para comunicarse entre ellos y el español para dialogar con los otros grupos diferentes.

## Religión
Como creyentes son unos católicos y otros evangélicos.

## Proyectos
Se buscan desarrollar proyectos de educación, como la creación de un Wawa Wasi, turismo vivencial, talleres de artesanía, confección y puntos de venta.